# Championnats d'Europe de course en ligne de canoë-kayak 2004
Navigation
Szeged 2003 Poznan 2005
Les championnats d'Europe de course en ligne de canoë-kayak se déroulent à Poznań, (Pologne) du 20 au 23 mai 2004.

## Résultats

### Hommes

#### Canoë
| Event      | Or                                                                    | Temps          | Argent                                                                  | Temps          | Bronze                                                                                            | Temps          |
| C-1 200 m  | Russie Maxim Opalev                                                   | 40 s 008       | Allemagne Andreas Dittmer                                               | 41 s 028       | République tchèque Martin Doktor                                                                  | 41 s 070       |
| C-1 500 m  | Russie Maxim Opalev                                                   | 1 min 52 s 442 | Allemagne Andreas Dittmer                                               | 1 min 53 s 258 | Espagne David Cal                                                                                 | 1 min 53 s 354 |
| C-1 1000 m | Allemagne Andreas Dittmer                                             | 3 min 53 s 821 | Espagne David Cal                                                       | 3 min 55 s 471 | République tchèque Martin Doktor                                                                  | 3 min 55 s 495 |
| C-2 200 m  | République tchèque Petr Fuksa Petr Netušil                            | 38 s 993       | Hongrie Evgeni Ignatov Nikolái Lipkin                                   | 39 s 101       | Pologne Daniel Jedraszko Pawel Baraszkiewicz                                                      | 39 s 107       |
| C-2 500 m  | Hongrie Gyorgy Kozmann Gyorgy Kolonics                                | 1 min 43 s 371 | Pologne Pawel Baraszkiewicz Daniel Jedraszko                            | 1 min 44 s 073 | Roumanie Silviu Simioncencu Florin Popescu                                                        | 1 min 44 s 415 |
| C-2 1000 m | Pologne Lukasz Woszczynski Michal Sliwinski                           | 3 min 34 s 239 | Russie Alexander Kovalev Alexander Kostoglod                            | 3 min 35 s 277 | Allemagne Stefan Uteß Thomas Luck                                                                 | 3 min 35 s 805 |
| C-4 200 m  | République tchèque Karel Kožíšek Petr Fuksa Petr Netušil Jan Brecka   | 35 s 254       | Russie Eugeni Ignatov Dmitri Sergeev Roman Krugliakov Alekséi Volkonski | 35 s 674       | Hongrie Sándor Malomsoki Gergely Kovacs Béla Belicza László Vasali                                | 35 s 710       |
| C-4 500 m  | Roumanie Iosif Anisim Florin Popescu Petre Condrat Silviu Simioncencu | 1 min 36 s 106 | Russie Eugeni Ignatov Dmitri Sergeev Roman Krugliakov Alekséi Volkonski | 1 min 36 s 796 | Biélorussie Aliaksandr Zhukouski Aliaksandr Kurliandchyk Aliaksandr Bahdanovich Siamion Sapanenka | 1 min 37 s 012 |
| C-4 1000 m | Hongrie Csaba Hüttner Gábor Fürdök Imre Pulai Ferenc Novák            | 3 min 19 s 595 | Roumanie Mitica Pricop Andrei Cuculici Iosif Chirila Petre Condrat      | 3 min 20 s 771 | Biélorussie Aliaksandr Zhukouski Aliaksandr Kurliandchyk Aliaksandr Bahdanovich Siamion Sapanenka | 3 min 20 s 843 |

#### Kayak
| Event      | Or                                                                | Temps          | Argent                                                                            | Temps          | Bronze                                                                    | Temps          |
| K-1 200 m  | Allemagne Ronald Rauhe                                            | 36 s 099       | Lituanie Alvydas Duonela                                                          | 36 s 195       | Pologne Tomasz Mendelski                                                  | 36 s 897       |
| K-1 500 m  | Hongrie Ákos Vereckei                                             | 1 min 41 s 380 | Royaume-Uni Ian Wynne                                                             | 1 min 41 s 884 | Espagne Carlos Pérez                                                      | 1 min 41 s 974 |
| K-1 1000 m | Norvège Eirik Verås Larsen                                        | 3 min 30 s 532 | Royaume-Uni Tim Brabants                                                          | 3 min 32 s 542 | Espagne Jovino González                                                   | 3 min 32 s 980 |
| K-2 200 m  | Lituanie Alvydas Duonėla Egidijus Balčiūnas                       | 33 s 626       | Russie Stephan Shevchuk Sergey Khovanskiy                                         | 34 s 166       | Hongrie Gergely Gyertyános Balázs Babella                                 | 34 s 328       |
| K-2 500 m  | Allemagne Ronald Rauhe Tim Wieskötter                             | 1 min 31 s 268 | Lituanie Alvydas Duonėla Egidijus Balčiūnas                                       | 1 min 31 s 886 | Russie Anatoli Tishchenko Vladimir Grushikhin                             | 1 min 32 s 864 |
| K-2 1000 m | Norvège Eirik Verås Larsen Nils Olav Fjeldheim                    | 3 min 11 s 521 | Espagne Javier Hernanz Pablo Banos                                                | 3 min 12 s 655 | Royaume-Uni Ian Wynne Paul Darby-Dowman                                   | 3 min 13 s 825 |
| K-4 200 m  | Hongrie Victor Kadler István Beé Balázs Babella Gergely Boros     | 31 s 414       | Espagne Manuel Muñoz Jaime Acuña Oier Aizpurua Aike González                      | 31 s 726       | Russie Roman Zarubin Alexander Ivanik Oleg Chertov Anatoli Golikov        | 32 s 002       |
| K-4 500 m  | Hongrie Zoltán Benkő István Beé Gábor Kucsera Roland Kökény       | 1 min 23 s 732 | Biélorussie Dziamyan Turchyn Raman Piatrushenka Vadzim Makhneu Aliaksei Abalmasau | 1 min 24 s 092 | Russie Stepan Shevchuk Sergey Khovanskiy Oleg Chertov Andrey Tissin       | 1 min 25 s 526 |
| K-4 1000 m | Hongrie Zoltán Kammerer Botond Storcz Akos Vereckei Gabor Horvath | 2 min 52 s 719 | Norvège Andreas Gjersøe Mattis Næss Alexander Wefald Jacob Norenberg              | 2 min 55 s 383 | Pologne Dariusz Białkowski Rafał Głażewski Pawel Baumann Tomasz Mendelski | 2 min 56 s 481 |

### Dames

#### Kayak
| Event      | Or                                                                                | Temps          | Argent                                                                         | Temps          | Bronze                                                                          | Temps          |
| K-1 200 m  | Espagne María Teresa Portela                                                      | 41 s 748       | Pologne Aneta Pastuszka                                                        | 43 s 116       | Hongrie Tímea Paksy                                                             | 43 s 290       |
| K-1 500 m  | Hongrie Natasa Janics                                                             | 1 min 54 s 099 | Belgique Petra Santy                                                           | 1 min 55 s 107 | Allemagne Maike Nollen                                                          | 1 min 56 s 181 |
| K-1 1000 m | Hongrie Katalin Kovács                                                            | 3 min 55 s 095 | Pologne Beata Mikołajczyk                                                      | 3 min 55 s 460 | Norvège Ellen Fevang                                                            | 4 min 04 s 503 |
| K-2 200 m  | Espagne Beatriz Manchón María Teresa Portela                                      | 39 s 175       | Hongrie Tímea Paksy Melinda Patyi                                              | 39 s 433       | Allemagne Birgit Fischer Carolin Leonhardt                                      | 39 s 985       |
| K-2 500 m  | Hongrie Tímea Paksy Dalma Benedek                                                 | 1 min 44 s 926 | Allemagne Birgit Fischer Carolin Leonhardt                                     | 1 min 45 s 790 | Espagne Beatriz Manchón María Teresa Portela                                    | 1 min 45 s 874 |
| K-2 1000 m | Hongrie Szilvia Szabó Kinga Bota                                                  | 3 min 38 s 842 | Pologne Dorota Kuczkowska Iwona Pyżalska                                       | 3 min 41 s 188 | Bulgarie Bonka Pindjeva Delyana Dacheva                                         | 3 min 44 s 788 |
| K-4 200 m  | Espagne Beatriz Manchón María Isabel García Jana Šmidáková María Teresa Portela   | 35 s 170       | Hongrie Katalin Kovács Szilvia Szabó Erzsébet Viski Kinga Bota                 | 35 s 596       | Russie Svetlana Kudinova Tatiana Andreeva Tatiana Tischenko Galina Poryvaeva    | 37 s 030       |
| K-4 500 m  | Ukraine Inna Balabanova Olena Cherevatova Inna Osypenko-Radomska Tatiana Semikina | 1 min 33 s 542 | Hongrie Katalin Kovács Szilvia Szabó Erzsébet Viski Kinga Bota                 | 1 min 33 s 620 | Espagne Beatriz Manchón María Isabel García Jana Šmidáková María Teresa Portela | 1 min 35 s 276 |
| K-4 1000 m | Roumanie Florica Vulpeș Lidia Talpă Mariana Ciobanu Alina Ciurescu                | 3 min 23 s 363 | Russie Svetlana Kudinova Tatiana Andreeva Tatiana Tischenko Sergeeva Anastasia | 3 min 24 s 845 | Hongrie Kinga Dékány Berenike Faldum Linda Benedek Katalin Móni                 | 3 min 26 s 993 |

## Tableau des médailles
Épreuves officielles uniquement.
| Rang  | Nation      | Or | Argent | Bronze | Total |
| ----- | ----------- | -- | ------ | ------ | ----- |
| 1     | Hongrie     | 10 | 4      | 4      | 18    |
| 2     | Espagne     | 3  | 3      | 5      | 11    |
| 3     | Allemagne   | 3  | 3      | 3      | 9     |
| 4     | Russie      | 2  | 5      | 4      | 11    |
| 5     | Norvège     | 2  | 1      | 1      | 4     |
|       | Roumanie    | 2  | 1      | 1      | 4     |
| 7     | Tchéquie    | 2  | 0      | 2      | 4     |
| 8     | Pologne     | 1  | 4      | 3      | 8     |
| 9     | Lituanie    | 1  | 2      | 0      | 3     |
| 10    | Ukraine     | 1  | 0      | 0      | 1     |
| 11    | Royaume-Uni | 0  | 2      | 1      | 3     |
| 12    | Biélorussie | 0  | 1      | 2      | 3     |
| 13    | Belgique    | 0  | 1      | 0      | 1     |
| 14    | Bulgarie    | 0  | 0      | 1      | 1     |
| Total | Total       | 27 | 27     | 27     | 81    |